# Історія Тринідаду і Тобаго
Тринідад і Тобаго — одна з острівних держав Карибського моря. Колоніяльний період наклав великий відбиток на її історію.

## Доколумбів період
Першими мешканцями Тринідаду і Тобаго були індіанці-араваки (острів Тринідад) та індіанці-кариби (острів Тобаго).

## Іспанський період
Острів Тринідад відкрив Христофор Колумб 31 липня 1498 р. під час своєї третьої подорожі до Нового Світу. 15 грудня 1521 р. Іспанія оголосила острів своєю колонією (в складі Венесуели), але до 1532 р. не розпочинала його колонізації. Того ж року Іспанія призначила губернатора острова. До 1595 р. колонізація острова просувалася повільно, бо на ньому не було дорогоцінних металів.
У 1595 р. на о. Тринідад висадився британський мореплавець У. Релей для того, щоб підремонтувати свій корабель. Британець загарбав новозбудоване м. Сан-Хосе. Нападали на острів голландці 1640 р. та французи у 1677 і 1690 рр. З 1628 р. островом Тобаго володіли Нідерланди, а з 20 травня 1654 р. —  герцогство Курляндське, з 1659 р. — знову Нідерланди, а з 1666 р. — почергово Англія, Курляндія, Нідерланди та Франція. В 1735 р. Тринідад став окремою колонією. У XVII ст. на острові було закладено плантації цукрової тростини й тютюну. Для роботи на них завозили з Африки чорношкірих рабів. Наприкінці XVIII ст. на острів прибула значна кількість французів. Тобаго у 1762 р. став британською колонією, але в 1781 — 1793 і 1802—1803 рр. його скуповувала Франція.

## Британський період
Під час війни Англії та Іспанії у 1797 р. британська ескадра ввійшла до затоки Парія. Тринідад чинив британцям легкий опір і здався 18 лютого того ж року. Згідно з умовами Ам'єнського договору 1802 р. острів офіційно було визнано британською колонією. У 1814 р. під британський суверенітет остаточно перейшов і о. Тобаго. Із Тринідадом його пов'язали адміністративно, утворивши 1 січня 1899 р. коронну колонію Великої Британії — Тринідад і Тобаго.

У 1950 р. Тринідаду і Тобаго метрополія надала внутрішнє самоврядування. У 1958 р. Тринідад і Тобаго ввійшли до Вест-Індської Федерації, яка згодом розпалася.

## Незалежність
31 серпня 1962 р. країна стала незалежною державою у рамках Британської Співдружності. Главою держави і надалі вважалася британська королева, першим прем'єр-міністром став Ерик Вільямс (1959—1981 рр.). Економічна влада належала білій меншості. Республіка була проголошена 1 серпня 1976 р., першим президентом став колишній генерал-губернатор Елліс Кларк (1976 — 1987 рр.). 19 березня 1987 р. президентом став Нур Мохаммед Хассаналі. У 1987 р. Тобаго надали повне внутрішнє самоврядування. Чорношкірі мусульманські екстремісти у 1990 р. вчинили невдалу спробу державного перевороту. У грудні 1991 р. парламентські вибори виграв Народний національний рух на чолі з Патриком Меннінгом. Вибори 1995 р. не принесли чіткої переваги жодній з партій, тому було сформовано коаліційний уряд на чолі з Басдео Пандеєм. У грудні 1996 р. Тобаго падали внутрішню автономію. 19 березня 1997 р. президентом став Артур Робінсон. В кінці 1990-х рр. у країні відзначалися прояви жорстокої злочинності. Гострою проблемою залишається безробіття. З 17 березня 2003 р. президент — Джордж Максвел Ричардс.